# Морозюк, Николай Николаевич
Никола́й Никола́евич Морозю́к (укр. Микола Миколайович Морозюк; род. 17 января 1988, Червоноград, Львовская область) — украинский футболист, полузащитник. Играл за сборную Украины.

## Биография

### Клубная карьера
Начинал играть в Червонограде, тренер — Ярослав Мурованый. С 8 класса учился во Львовском училище физкультуры, где его тренером был Владимир Безубяк. Впоследствии переехал в Киев и продолжил обучение в футбольной школе столичного «Динамо» (тренеры Виталий Хмельницкий и Юрий Ястребинский). После окончания учёбы с 2005 по 2009 годы выступал за молодёжные команды клуба, периодически вовлекаясь в первую команду «Динамо». В 2007-м был сдан в аренду «Днепру», но за команду не провёл ни одного матча. После неудачи в Днепропетровске уехал на правах аренды в «Оболонь», за которою сыграл 16 матчей.

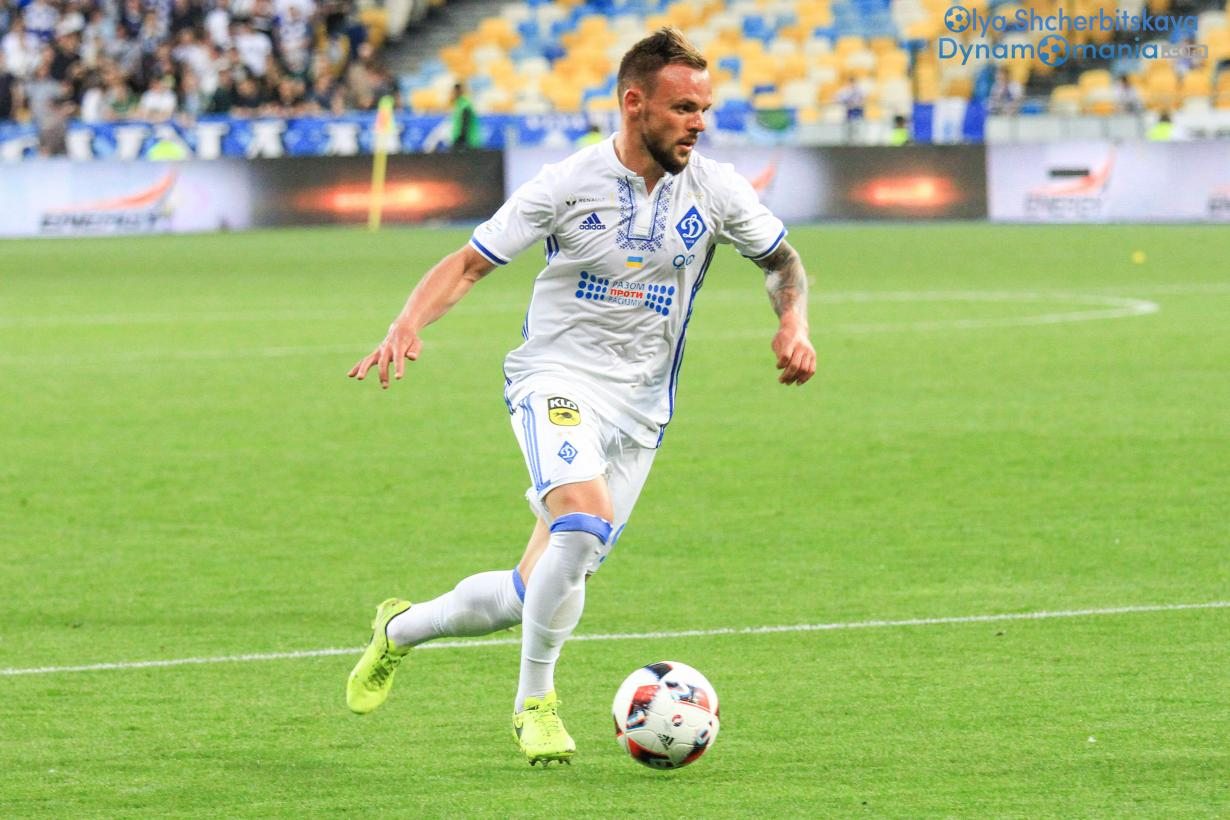
Морозюк в составе «Динамо» (Киев)

В январе 2010 года поехал на сбор вместе с «Кривбассом» и в феврале перешёл туда в аренду до конца сезона 2009/10. После 5 лет в «Динамо», в июне 2010 года покинул клуб и подписал трёхлетний контракт с донецким «Металлургом». В клубе играл 5 лет, но в летнее межсезонье-2015 «Металлург» был расформирован и Морозюк 27 мая 2015 года вернулся в киевское «Динамо». Первые два сезона при Сергее Реброве играл не часто, но летом 2017 года пришёл Александр Хацкевич и Морозюк стал основным игроком и у него открылся главный талант — исполнение штрафных ударов. В некоторых матчах выводит команду на поле с капитанской повязкой.
В январе 2019 года Николай перешел в «Ризеспор» на правах аренды до конца сезона 2018/2019. Летом 2019 года подписал полноценный контракт с турецким клубом.
В январе 2022 года Морозюк перешёл в «Черноморец» (Одесса).

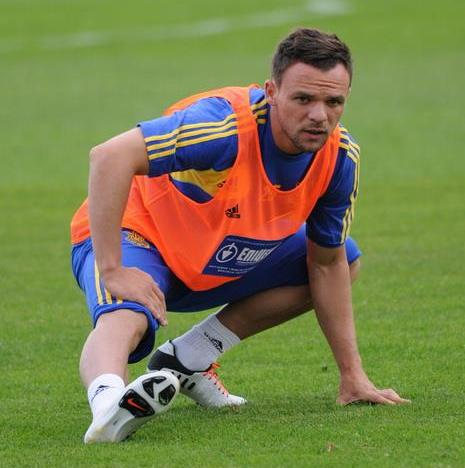
Морозюк в составе сборной Украины

### Карьера в сборной
Играл в молодёжных сборных Украины разных возрастов, сыграл два матча за национальную сборную (по сост. на 2013 г.) В феврале 2013 года после трёхлетнего перерыва сыграл за сборную Украины, которая впервые играла под руководством нового главного тренера Михаила Фоменко. В товарищеском матче против Норвегии Морозюк на 17-й минуте забил гол, Украина победила (2:0).

## Достижения

### Командные
- Чемпион Украины (2): 2008/09, 2015/16
- Обладатель Суперкубка Украины (3): 2007, 2016, 2018
- Финалист Кубка Украины: 2011/12

### Личные
- Лучший ассистент чемпионата Украины: 2016/17 (8 передач)[7]